# Anna Górecka (tłumaczka)
Anna Górecka – tłumaczka literatury węgierskiej.

## Życiorys
Studiowała filologię węgierską na Uniwersytecie Warszawskim. Pracowała m.in. w wydawnictwie Nasza Księgarnia i w Katedrze Filologii Węgierskiej Uniwersytetu Warszawskiego, gdzie prowadziła zajęcia z literatury. Od 1997 roku jest jednym z redaktorów miesięcznika Literatura na Świecie.

## Twórczość
- Dwoje (z Andrzejem Kopackim) Wielka Litera 2017[2]

Tłumaczenia
- Halandża. Opowiadania modernistów węgierskich PIW Warszawa 2022[3]
- Géza Csáth Opium PIW Warszawa 2016. Powieść wydano z okazji obchodów Roku Kultury Węgierskiej 2016-2017ze wsparciem Ministerstwa Spraw Zagranicznych i Handlu Węgier,  Ministerstwa Zasobów Ludzkich Węgier oraz Instytutu Balassiego[4].
- Anikó Polgár Archeolożka w czółenkach 2015[5]
- Ottó Tolnai Poeta ze smalcu  2012[6]
- Frigyes Karinthy Podróż wokół mojej czaszki PIW Warszawa 2008[6][7]
- Pál Békés Czarodziej Dwie Lewe Ręce Nasza Księgarnia Warszawa
- Attila Bartis Spokój W.A.B 2005[8]
- Imre Kertész Ja, inny. Kronika przemiany W.A.B 2004[9]
- István Kovács Lustro dzieciństwa Czytelnik 2002[10]
- István Szilágyi Dudni kamień dudni Pogranicze Sejny 2001[6][11]

## Nagrody
- W 2009 roku nominowana do nagrody Europejski Poeta Wolności za tłumaczenie powieści Anikó Polgár Archeolożka w czółenkach (Régésznő körömcipőben)[5].